# ベアテ・シロタ・ゴードン
ベアーテ・シロタ・ゴードン（Beate Sirota Gordon, 1923年10月25日 - 2012年12月30日）は、オーストリア、ウィーン出身、アメリカ合衆国の舞台芸術ディレクター、フェミニスト。1946年（昭和21年）の日本国憲法制定に関わった人物として知られる。

## 概要
ウィーン生まれでユダヤ系ウクライナ人の父母を持ち、少女時代に日本で育った。22歳で連合国軍最高司令官総司令部（GHQ）民政局に所属し、GHQ憲法草案制定会議のメンバーとして日本国憲法の人権条項作成に関与した。
日本では日本国憲法第24条（家族生活における個人の尊厳と両性の平等）草案を執筆した事実が1990年代になって知られ、著名となった。戦後はニューヨークに居を構え、ジャパン・ソサエティー、アジア・ソサエティーのプロデューサー・ディレクターとして世界の民俗芸能を米国に紹介。アジア・ソサエティを退職後、パフォーミング・アーティストを集めて世界中を公演するキャラバン（文化交流事業）の実現を目指した。
2012年12月30日、膵臓がんのためニューヨークの自宅で死去。89歳没。

## 生涯

### 生い立ち
ベアーテ・シロタは1923年10月25日、ウィーンのヴェーリンガー通り58番地で、ロシア帝国（現・ウクライナ）キエフ出身のユダヤ人でピアニストとして有名な父レオ・シロタと、同じくキエフ出身でユダヤ人貿易商の娘として育った母アウグスティーネ（Augustine Sirota、旧姓ホーレンシュタイン Horenstein、1893年7月28日 - 1985年7月20日）の間に生まれた。叔父に指揮者ヤッシャ・ホーレンシュタインがいる。名前は母親が敬愛するウィーンの作家シュテファン・ツヴァイクの作品に登場する人物「ベアーテ夫人」から命名。父も母も1917年のロシア革命のユダヤ人排斥によって国に帰れなくなっておりオーストリア国籍を取得していたため、ベアーテの国籍はオーストリアとなった。
当時、フェルッチョ・ブゾーニに師事した父のレオ・シロタは「リストの再来」と呼ばれ、すでに国際的に著名なピアニストで、ベルリン、パリ、ブリュッセル、フランクフルト、ザルツブルク、ロンドン、あるいは、極東のウラジオストクにまで遠征公演に明け暮れていた。ハルビン公演を聞いた山田耕筰が1928年5月18日、ホテルを訪れ、日本での公演を依頼。レオはその年に訪日して一カ月で16回の公演を行ない、訪日中、山田耕筰はレオを東京音楽学校（現・東京芸術大学）教授に招聘する。
そのころのヨーロッパは経済が不安定で、公演キャンセルがたびたびあり、ドイツを中心として反ユダヤ主義が台頭してきたため、一家三人は半年間の演奏旅行のつもりで1929年の夏、シベリア鉄道でウラジオストクへ、そして海路で横浜入りし、父レオは東京音楽学校ピアノ科教授に赴任。
同僚には、作曲家のクラウス・プリングスハイムなど錚々たる音楽家が名を連ね、当時の東京音楽学校は欧米の一流音楽大学に比べても遜色のない世界最高水準の教授陣を擁していた。この年1929年10月24日、ウォール街の株価大暴落に端を発した世界恐慌が起きている。
五歳半で初来日したベアーテは、日本人がみな黒い目で黒い髪であることに驚き「ねぇ、ママ、この人たちはみんな兄妹ですか」と母に尋ねる。このことがベアーテにとって、日本の第一印象だったと、後年、著作や講演、インタビューで繰り返し語るエピソードとなっている。
シロタ家は東京市（現・東京都）赤坂区（現・港区）檜町十番地の、いわゆる乃木坂近辺に居を構え、ベアーテは日本での生活を開始。9月にはドイツのナショナル・スクール東京大森ドイツ学園（現・東京横浜ドイツ学園 DSTY: Deutsche Schule Tokyo Yokohama）に入学。
半年間滞在のはずが、世界恐慌によりヨーロッパで未曾有の不況が続く一方、ドイツでは1930年9月にユダヤ人を排斥するナチ党（国家社会主義ドイツ労働者党）が総選挙で第二党となったため、シロタ家は日本滞在を続けることにした。
乃木坂のシロタ家では、母オーギュスティーヌがたびたびパーティを開き、山田耕筰や近衛秀麿（近衛文麿の弟）、画家でロシア文学教師のワルワーラ・ブブノワやその妹でヴァイオリニストの小野アンナなどの芸術家・文化人、在日西欧人や訪日中の西欧人、徳川家、三井家、朝吹家など侯爵や伯爵夫人らが集まるサロン（社交場）となる。日常的にドイツ語、日本語、英語、ロシア語、フランス語が飛び交う環境で暮らし、ベアーテにピアノの才能はないという母の判断により、家庭教師について英語とフランス語を学ぶ。
パーティーで好きな曲を聞かれて「ストラヴィンスキー」と答え、客を驚かせた。当時、ストラヴィンスキーを聞いたことのある人は稀だったからだが、父レオが好んで弾いたため、ベアーテにとってはなじみの作曲家だったのである。
6歳のころから、ピアノとダンスを習い、さまざまなコンサート、オペラ、日本の伝統芸能を含む芝居などに馴染み、成長期に日本の文化を積極的に吸収して育つ。
一家とともに暮らしたのは、父母のほかに、江の浦（静岡県沼津市）出身で網元の娘の小柴美代らお手伝いさんと、エストニア人の英語教師。小柴美代は、とりわけ身近に接した日本人女性だったため、ベアーテの精神形成に大きな影響を与えたとする指摘は多い。日本女性の地位の低さを、小柴美代から「子守歌のように」聞かされていた経験が、のちに憲法24条草案を積極的に書かせる動機になった、との指摘もある。ベアーテ自身も後年、小柴美代との出会いを折に触れ述懐しているうえ、1966年にはニューヨークに呼び寄せてもいる。
1936年2月26日、二・二六事件の際、ベアーテは自宅の門に憲兵が歩哨に立つのを目撃。このころ通っていた東京大森ドイツ学園にナチス党員の教師が派遣され、毎朝「ハイル・ヒトラー」のあいさつや「ホルスト・ヴェッセル・リート」（ナチス党歌）の斉唱を強いられ、ベアーテは危険思想をもつ問題児と白眼視されたため、目黒区（元千代田生命本社、現・目黒区役所）にあるアメリカンスクール・イン・ジャパン に転校、ここで卒業までの残り二年間を過ごす。
日本での10年弱の生活で、ベアーテはすでにロシア語（両親の母語）、ドイツ語（幼少時代とドイツ学園）、フランス語（家庭教師）、英語（家庭教師）、ラテン語（ドイツ学園とアメリカン・スクール）、さらに日本語を習得していた。

### 米国留学
1939年5月、アメリカン・スクールを卒業した15歳のベアーテは、ソルボンヌ大学を志望したが、当時フランスとドイツが開戦直前の情勢だったため、両親はカリフォルニア州サンフランシスコ近郊オークランドの全寮制の女子大学ミルズ・カレッジ（Mills College）へ留学させることを決める。旅客機ではなく海路（船）により移動していた当時、カリフォルニアは比較的日本に近い女子大でもあり、16歳の女の子には安全だろうと判断したからであった。米国行きにあたってビザ取得の必要があったが、当時すでにオーストリアのウィーンはナチに占領され、ビザ取得のための証明書入手が不可能となっていたため、父レオは、シロタ家近くに住んでいた顔なじみの広田弘毅（元総理大臣・元外務大臣）に頼る。広田弘毅が米国大使に電話で直談判することで、米国大使館の了承を得てビザを取得した。
ただし後に東京裁判において広田がA級戦犯の戦争犯罪者として告発されたとき、シロタ親子は広田の人となりを直接知る数少ない米国人であり情状酌量を訴えることのできる立場にいたが、恩人の広田の擁護をすることはなかった。
留学前に父母とともに北京、上海などを中心に三週間の中国旅行に出かけ、ベアーテは日本と中国の違いを知る。父母同伴で渡米し、サンフランシスコに着いたベアーテは、とんぼ返りで日本に戻る父母を見送った後、ミルズ・カレッジに入学。専攻は文学とし、フランス語の研究会や演劇部に所属。勤労女性は貧困階級であることが常識だった当時の米国で、ミルズ・カレッジの学長オーレリア・ヘンリー・ラインハート（Aurelia Henry Reinhardt）は、女性の社会への進出と自立を唱える、いわゆる進歩的なフェミニスト女性だった。大学では、卒業後には就職することを前提としたカリキュラムが組まれ、学長はまた、女子学生に対し職業を持ち政治に参加する必要性を説いていた。女性の権利と女性差別の現実を学んだベアーテは、大学時代にフェミニストとしての自覚を持つ。
フランス語の研究会主催パーティでベアーテはナポレオン時代の宮廷パーティを模した仮装パーティのディレクターを務め、後にディレクターとして活躍する演出の基礎を学ぶ。
留学中ベアーテは、自分が「愛国者の日本人」となっていることに気付く。日本から来たことを知った学友は日本のことを尋ねるが、そのほとんどは日本についてのあまりの無知、無理解な質問ばかりで、無神経な発言をしてはばからない態度だったため、そのたびに苛立たしい思いに駆られては両親の住む日本への郷愁を抱き、「自分が半分以上日本人」となっていることに気づいたからであった。
翌1940年の5月、学年末の試験後二ヵ月間のバカンスで、日本に帰国し、両親と一緒に軽井沢の別荘で過ごす。このときの思いを「まさに自分の国への“帰国”だった」と述懐している。ベアーテにとって米国留学はカルチャーショックの経験であった。
1941年夏、渡米した両親と過ごす。日米間の緊張の激化を心配した米国の友人たちの忠告から、母オーギュスティーヌは「このままアメリカに残ろう」と主張。しかし、これまで家族の主張に反発したことがなかった父レオが、この時に限って東京音楽学校に対する契約履行義務を盾に「私を待っている生徒たちがいるのだから戻らないといけない」と反論し、両親は一ヶ月の滞在の後、9月になって日本に向かう船に乗ってしまった。帰国途上のホノルルで、米国政府は日本入国許可を渋ったため、両親はホノルルに足止めされた。父はハワイ各地で演奏会を開いてしのいだ。米国政府の許可が11月に下り、11月末に両親は日本に帰国した。両親が乗った船は、日米開戦前の日本行きの最後の便だった。帰国10日後に日本軍は真珠湾攻撃を敢行。両親の住む日本と、ベアーテの住む米国の開戦（いわゆる太平洋戦争）により、これ以後戦争終結までの期間、両親との連絡が途絶えることとなった。
ベアーテは、親からの仕送りがなくなったためサンフランシスコの「CBS リスニング・ポスト（CBS Listening Post）」で、日本からの短波放送の内容を英語に翻訳するアルバイトをして経済的自立を果たす。この仕事を通じ、ベアーテはそれまで日本語の知識として身につけていなかった文語体と敬語を学び、同時に当時日本からの報道で頻出していた軍事用語を習得。米国に滞在していた父の弟子から譲り受けた露日辞典を用い、英語からロシア語に訳した軍事用語を、日本語に翻訳するという作業で軍事用語に馴染むという方法を用いた。日系二世でも聞き取れない用語を聞き取ることができたため、上司の信頼を得、週給も上がった。
戦争のおかげで自活力をつけ、アルバイトで生活を支えながら大学生活を継続。この間、父からの言いつけ「ピアノだけは毎日弾きなさい」に背き、ピアノは弾かず、好きなダンス、映画、コンサートにも出かけることなく、学業とアルバイトだけの生活を送る。
まもなくアルバイト先の会社が、米国連邦通信委員会(FCC)の外国放送サービス部（Foreign Broadcast Information Service）に改組となり、合衆国政府の管轄下に置かれる。ベアーテは、このFCCの仕事を通じて日本からの情報を凝視し、両親の消息を探った。FCCが入手する情報から、両親が無事であることや、父が東京音楽学校を罷免された、などの情報を得た。1945年1月、「ヨーロッパで生活する意志もなかったので」 オーストリア国籍から米国籍を取得している。
卒業年を迎えたベアーテはミルズ・カレッジを最優秀（Phi Beta Kappa Society）の成績で卒業。卒業後、FCCから戦争情報局（USOWI: US Office of War Information）に転職、対日プロパガンダ放送（日本人に降伏を呼びかける放送）の番組台本原稿作成の仕事に従事。二年足らずのUSOWI勤務の後、退職し、1945年3月に住み慣れたサンフランシスコから叔母（母の妹）の住むニューヨークへ転居。
ニューヨークで得た職はタイム誌のリサーチャー（editorial researcher - 記事の素材調査員）であった。当時のタイム誌では、記者は全て男性で、記者として女性は採用せずリサーチャーは全員女性、給与も女性の方が低い。記者はリサーチャーの収集した情報素材で原稿を書き、リサーチャーが原稿の校正を行なうことになっていた。記事に誤りがあれば、記者（男性）の責任は問われず、リサーチャー（女性）が責任を問われて減俸の対象となった。「自由」と「民主主義」の先進国だったはずの米国で、女性を差別（性別による職業差別）する現実に直面し、ベアーテは渡米以来、初めての屈辱と挫折感を味わう。とはいえ、タイム誌はリサーチャーとしての訓練を施したため、後の日本国憲法起草の際、ここで培った能力が生きることとなる。
軽井沢の別荘（旧有島武郎別荘「浄月庵」）へ強制疎開させられていた両親は、終戦直前の1945年7月31日、一週間後に警察への出頭を命じられた。一週間後の8月6日、米国は広島市に原爆を投下。出頭しなかったが、憲兵は現われず、翌日も翌々日も連絡がなく、やがて1945年8月15日、ポツダム宣言を受諾した日本が降伏し敗戦を迎えたため、両親は官憲の追及を免れた。
職場のリサーチャー全員から協力を得て、ベアーテは同年10月にタイム誌の日本特派員に両親の安否確認を依頼。10月24日、日本から返事のテレックスが到着し、特派員の通訳が両親の無事を現認したとの報せを受け、ベアーテは日本に帰国できる職を探す。当時の米国には、日本語を話せる白人は60人ほどしかおらず、FCC、USOWI、タイム誌での経歴と、6言語話者であること（大学ではスペイン語を履修した）を買われ、連合国軍最高司令官総司令部（GHQ）の民間人要員（リサーチャー・調査専門官）として採用されて、空路で日本に帰国。
12月24日に焦土となった故国・日本の厚木飛行場（当時の神奈川県綾瀬町、大和町）に降り立つ。
千代田区有楽町、いわゆる皇居濠端（ほりばた）の第一生命ビル（旧日本軍東部軍管区司令部）6階のGHQ民政局（GS: Government Section）に赴任したベアーテは、赴任の初日（12月25日）、三日間の休暇を申請、両親の安否確認と世話をしたい、とその事情を説明、これを聞いた上司から二つ返事の承諾を得て、休暇を取る。両親を探して奔走したが、父レオがNHKでピアノを弾いたのを聴いた人が現われ、問い合わせた結果、軽井沢に帰ったと知らされ、電報を打つ。焼け跡となった乃木坂の自宅は、わずかな敷石を除き、跡形もなかった。
夕刻、娘からの電報を受け取った父レオが軽井沢から上京して第一ホテル（港区新橋）に現われ、再会を果たす。このとき、母オーギュスティーヌは栄養失調のため、再会はかなわなかったが、翌々日に厳寒期の軽井沢で再会。ベアーテは原宿の知人宅を借り、休暇の三日目には戦時中苦しい生活を強いられていた両親を東京に引き取った。

## 憲法草案作成における役割

### 極秘命令
ダグラス・マッカーサー元帥の率いるGHQ民政局で、ベアーテは政党課に配属され、女性団体やミニ政党、女性運動家などを調査する公職追放担当の調査専門官となる。待遇は日本に帰国する直前まで勤めていたタイム誌とは雲泥の差で、一人前のスタッフとして扱われたため、仕事に没頭できたと本人は回顧している。
1946年2月4日、ベアーテら民政局行政部スタッフ25人はコートニー・ホイットニー民政局長に召集され、GHQによるモデル憲法草案起草の極秘命令を受ける。ベアーテは通訳や秘書でなく正規スタッフとしてメンバーに入ったことに「意外だった」「急にいわれて、最初の五分間は何がなんだか分からず、ただびっくりしていた」 という。ちなみに後に彼女の夫となるジョセフ・ゴードン中尉は通訳担当だった。
草案作成の命令を受けた後にベアーテが最初にとった行動は、都内の図書館に出かけて各国の憲法について書かれた資料を借り出すことだった。
流暢な日本語とタイム誌で培われたリサーチャーとしての能力がここで威力を発揮し、ベアーテが収集した大量の資料は他の草案作成のメンバーにも重宝がられ、わずか22歳のベアーテの名は民政局内で有名になった。
3名で構成された人権小委員会でベアーテが担当したのは、社会保障と女性の権利についての条項であった。とりわけ「女性の権利」については、当時の世界の憲法において最先端ともいえる内容の人権保護規定をベアーテが書いた。アメリカ合衆国憲法には、60年経過した現在も「両性の本質的平等」にあたる規定が存在せず、彼女の草案が画期的であり、見方を変えれば急進的であったことがうかがえる。

### 草案条項
ベアーテが起草を手がけた詳細にわたる記述は、主に運営委員会・ケーディス大佐の反対で大半が削除される。ベアーテはその時の思いについて「痛みを伴った悔しさが、私の全身を締め付け、それがいつしか涙に変わっていた」 と表現するが、後には本人も「アメリカは、そもそも憲法上女性の権利や社会保障について規定していません。運営委員会の人たちは米国の弁護士で、しかもみな40歳以上の男性で、（人権条項を細かく規定した）欧州法など知らなかったのです」 と冷静に分析している。ベアーテが考えた人権規定の精神は、現行憲法では第24条、第25条、第27条に生かされることになった。ベアーテの草案の一部は、次の通り。
第19条
妊婦と幼児を持つ母親は国から保護される。必要な場合は、既婚未婚を問わず、国から援助を受けられる。非嫡出子は法的に差別を受けず、法的に認められた嫡出子同様に身体的、知的、社会的に成長することにおいて権利を持つ。
第20条
養子にする場合には、その夫と妻の合意なしで家族にすることはできない。養子になった子どもによって、家族の他の者たちが不利な立場になるような特別扱いをしてはならない。長子の権利は廃止する。
第21条
すべての子供は、生まれた環境にかかわらず均等にチャンスが与えられる。そのために、無料で万人共通の義務教育を、八年制の公立小学校を通じて与えられる。中級、それ以上の教育は、資格に合格した生徒は無料で受けることができる。学用品は無料である。国は才能ある生徒に対して援助することができる。
第24条
公立・私立を問わず、児童には、医療・歯科・眼科の治療を無料で受けられる。成長のために休暇と娯楽および適当な運動の機会が与えられる。
第25条
学齢の児童、並びに子供は、賃金のためにフルタイムの雇用をすることはできない。児童の搾取は、いかなる形であれ、これを禁止する。国際連合ならびに国際労働機関の基準によって、日本は最低賃金を満たさなければならない。
第26条
すべての日本の成人は、生活のために仕事につく権利がある。その人にあった仕事がなければ、その人の生活に必要な最低の生活保護が与えられる。女性はどのような職業にもつく権利を持つ。その権利には、政治的な地位につくことも含まれる。同じ仕事に対して、男性と同じ賃金を受ける権利がある。
現行憲法第24条の下敷きとなった草案全文は次のようになっていた。
第18条
家庭は、人類社会の基礎であり、その伝統はよきにつけ悪しきにつけ、国全体に浸透する。それ故、婚姻と家庭とは法の保護を受ける。婚姻と家庭とは、両性が法律的にも社会的にも平等であることは当然である。このような考えに基礎をおき、親の強制ではなく相互の合意にもとづき、かつ男性の支配ではなく両性の協力にもとづくべきことをここに定める。これらの原理に反する法律は廃止され、それにかわって配偶者の選択、財産権、相続、住居の選択、離婚並びに婚姻及び家庭に関するその他の事項を、個人の尊厳と両性の本質的平等の見地に立って定める法律が制定されるべきである。
憲法第14条一項（法の下の平等）草案もベアーテが起草している。
ベアーテが参考にした各国の憲法条文は、次の通り。
1. ワイマール憲法・第109条（法律の前の平等）、第119条（婚姻、家庭、母性の保護）、第122条（児童の保護）
2. アメリカ合衆国憲法・第1修正（信教、言論、出版、集会の自由、請願権）、第19修正（婦人参政権）
3. フィンランド憲法（養子縁組法）
4. ソビエト社会主義共和国連邦憲法第10章・第122条（男女平等、女性と母性の保護）

ロシア語も堪能なベアーテがいたために、最終的にはカットされた「土地国有化」の条項がソ連憲法から草案に取り入れられた、と考えられる。
3月4日から始まったGHQ案を日本語に翻訳する作業でも、ベアーテの日本語の能力は、アメリカ側にも日本側にも印象づけられる結果となる。
ベアーテは制約が多く意味が深い日本語（「輔弼」など）のニュアンスをアメリカ側に伝え、時々は当時の日本の習慣について説明し日本側の見解を擁護したことで、日本政府の代表にも好感を持たれていた。

### 長い沈黙
戦後米国でのジャパン・ソサエティー、アジア・ソサエティー活動で活躍したベアーテだが、1990年代半ばまで自らが憲法草案に関わったことは公表していなかった。その理由について「（法律の専門家でもない22歳の女性だった）自分の存在が改憲派の学者に悪いように利用されると思っていましたから」という。実際、ベアーテは通訳として日本側との交渉に同席した自分を「ハデな化粧と服装（の女）」と揶揄する文章を目にしたことがあるという。ただ、憲法制定過程について発言してきた元上官ケーディスが自らの高齢を気にかけ、生き証人としての役割をベアーテに求めると「ケーディスさんが女性の権利起草についてみなさんに話しなさい、というんですもの。何年たってもボスの命令には逆らえませんから」と重い口を開き始めた。

## 受賞歴
- 1997年 エイボン女性大賞を受賞。
- 2005年12月18日 第9回赤松良子賞[10]を受賞。

## 映画『ベアテの贈りもの』
記録映画『ベアテの贈りもの The Gift from Beate』は、2002年暮れのクリスマスの夜、赤松良子（元労働大臣・文部大臣）や元ソニー社員・落合良らが「ベアーテも八十を過ぎた。彼女が生きているうちに映画でも作りたいね」と雑談していた際、居合わせた岩波ホール総支配人・高野悦子が、映画は作ろうと思えば作れると即答したのがきっかけとなり、全国に呼びかけて製作された。
当初から藤原智子の監督起用は決まっていたが、製作資金がネックとなっていた。2003年11月の東京国際映画祭・女性映画祭のパーティーの席上、製作資金の大口出資をもちかけた赤松良子と、その要請を二つ返事で引き受けた岩田喜美枝（元労働省雇用均等児童家庭局長・現資生堂取締役執行役員）が中心となって製作委員会（代表が赤松・事務局長が岩田）が発足。製作委員会は、歴代労働省婦人少年局長、女性有識者、大学教員、草の根運動の女性らを中心に拠金を広く呼びかけた。
監督として正式に依頼を受けた藤原智子は、2004年春から製作を開始、半年で完成させ、2005年4月30日に東京都千代田区神田神保町の岩波ホールで封切り、全国で順次上映。
内容は、戦後の日本女性が憲法24条をどう受けとめたか、ベアーテによる草稿のうち削除された部分はどう法的整備がされてきたかを焦点に、ベアーテの両親、生い立ち、戦争経験、日本国憲法起草への参加のほか、山川菊栄（労働省初代婦人少年局長）、市川房枝（元参議院議員）、ピアニストであった父レオの教え子や、労働省婦人少年局局長時代に男女雇用機会均等法を成立させた赤松良子、難民高等弁務官・緒方貞子などさまざまな動きやその行動と言動を紹介することにより、戦後の女性史を概観している。
- 藤原智子監督・脚本『ベアテの贈りもの The Gift from Beate』「ベアテの贈りもの」製作委員会（赤松良子代表）・日本映画新社、企画：赤松良子/岩田喜美枝/落合良

## 関連文献

### 自著
- 1995年10月 『1945年のクリスマス 日本国憲法に「男女平等」を書いた女性の自伝 』（構成・文：平岡磨紀子）、柏書房、ISBN 4760110771/普及版（2001年6月）、講談社インターナショナル、ISBN 477002732X
- 1997年1月 The Only Woman in the Room - A Memoir, 講談社インターナショナル、ISBN 4770021453
- 1999年8月 『私は男女平等を憲法に書いた』（講演録、新潟ウィメンズ企画Women's studies in にいがた）新潟ウィメンズ企画、[11]
- 2006年4月 『ベアテと語る「女性の幸福」と憲法』晶文社、ISBN 4794966970
  - インタビュア: 村山アツ子、構成: 高見澤たか子
- 2006年5月 『ベアテさんのしあわせのつかみかた』毎日新聞社、ISBN 4620317667

### 共著
- 1996年4月 『憲法に男女平等起草秘話』（岩波ブックレット 400）、岩波書店、ISBN 4000033409
  - 土井たか子との共著。年表「日本国憲法施行までの経過」あり
- 鶴見俊輔、ベアテ・シロタ・ゴードン「日本の憲法をめぐって」（対談）
  - 鶴見俊輔『民主主義とは何だろうか（鶴見俊輔座談）』晶文社、1996年8月、ISBN 4794948689
- 福島みずほ編『みんなの憲法二四条』明石書店、2005年5月3日、ISBN 4750321109、[12]
  - 第II章冒頭「日本の憲法は世界のモデル 私が書いた24条」（ベアテ執筆）、第IV章末尾に大塚英志「無名の人々こそ憲法にコミットしよう」（シロタ家の「お手伝いさん」についての論考）を所収
- インタビュー「憲法草案作成にこめた平和への思い」（聞き手: 村山アツコ。『軍縮問題資料』2007年5月号）、宇都宮軍縮研究室、2007年4月、特集「憲法施行60周年の選択」）